# Espúrio Postúmio Albino Magno
Espúrio Postúmio Albino Magno (em latim: Spurius Postumius Albinus Magnus) foi um político da gente Postúmia da República Romana eleito cônsul em 148 a.C. com Lúcio Calpúrnio Pisão Cesonino. Provavelmente foi o pai de Espúrio Póstumo Albino, cônsul em 110 a.C., e de Aulo Postúmio Albino Magno, propretor em 110 a.C..

## Carreira
Foi eleito cônsul com Lúcio Calpúrnio Pisão Cesonino em 148 a.C., um ano marcado por um grave incêndio em Roma. Cícero menciona-o numa obra sua.